# Arachnodes rubrolimbatus
Arachnodes rubrolimbatus là một loài bọ cánh cứng trong họ Bọ hung (Scarabaeidae).